# Siner'
Siner' (in russo Синерь?,  in ciuvascio: Синер, Siner) è una località rurale (un selo) del distretto di Alikovo della Repubblica autonoma della Ciuvascia, in Russia, che si trova  a pochi chilometri da Alikovo.
La maggioranza della popolazione di villaggio di 250 persone è di etnia ciuvascia. Le strutture del villaggio includono un centro di cultura, un teatro, una biblioteca, una clinica medica e svariati negozi.
Il villaggio e la sua storia sono legati molto alla famiglia Zolotov, la quale ha dato nomi illustri alla storia ciuvascia.